# Christus aan het kruis (van Dyck)

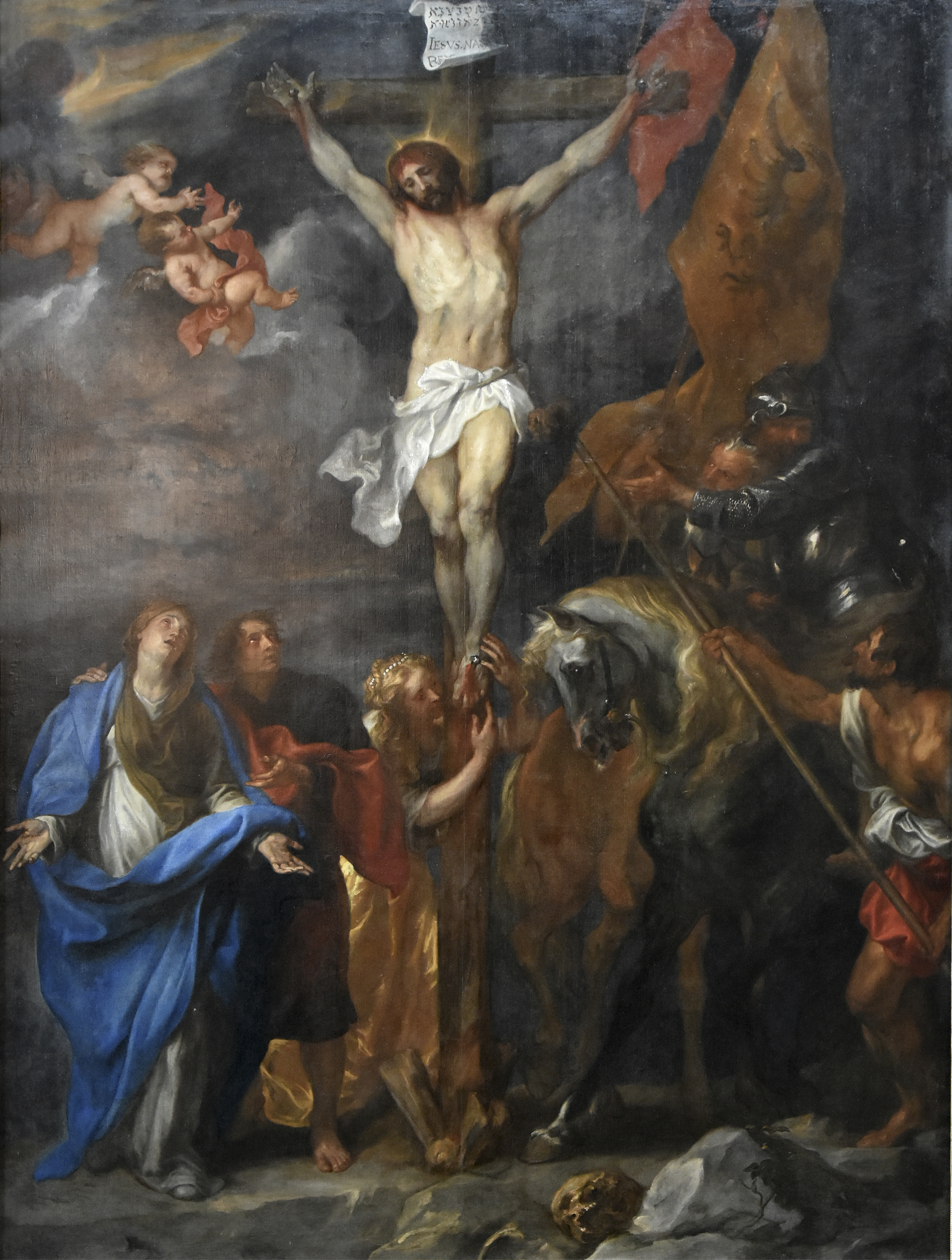
Christus aan het kruis van Antoon van Dyck

Christus aan het kruis is een schilderij van de Zuid-Nederlandse kunstschilder Antoon van Dyck. Het wordt bewaard in de Sint-Michielskerk te Gent (Vlaamse Meesters in Situ).

## Iconografie
Het schilderij toont een gekruisigde Jezus Christus, met doornenkroon. Aan de voet van het kruis staan zijn moeder Maria, de apostel Johannes en Maria Magdalena. Er wordt Hem een spons aangereikt om de dorst te lessen. Bovenaan het kruis is er in twee talen  – Hebreeuws en Latijn – te lezen: ‘Jezus van Nazareth, koning van de Joden’. De voorstelling is levensecht weergegeven, ook door het bloed dat uit de wonden stroomt.
Het contrast tussen het dramatische wolkendek, het bleke naakte lichaam van Christus en de donkere kledij van de omstanders, versterkt de emoties van de toeschouwer. Van Dyck schilderde een aantal altaarstukken tussen 1627 en 1632. Dit doek in de noordelijk transept van de kerk was het duurste.